# Stockagölen
Stockagölen är en sjö i Gislaveds kommun i Småland och ingår i Nissans huvudavrinningsområde. Sjöns area är 0,008 kvadratkilometer och den befinner sig 170 meter över havet.